# Izabella Poniatowska
Izabella Poniatowska (Wołczyn, 1º luglio 1730 – Białystok, 14 febbraio 1808) è stata una nobildonna polacca.

## Biografia

### Infanzia
Figlia di Stanisław Poniatowski, era sorella di Stanislao Augusto Poniatowski che, nel 1764, divenne re di Polonia e granduca di Lituania, regnando come Stanislao Augusto II.

### Primo matrimonio

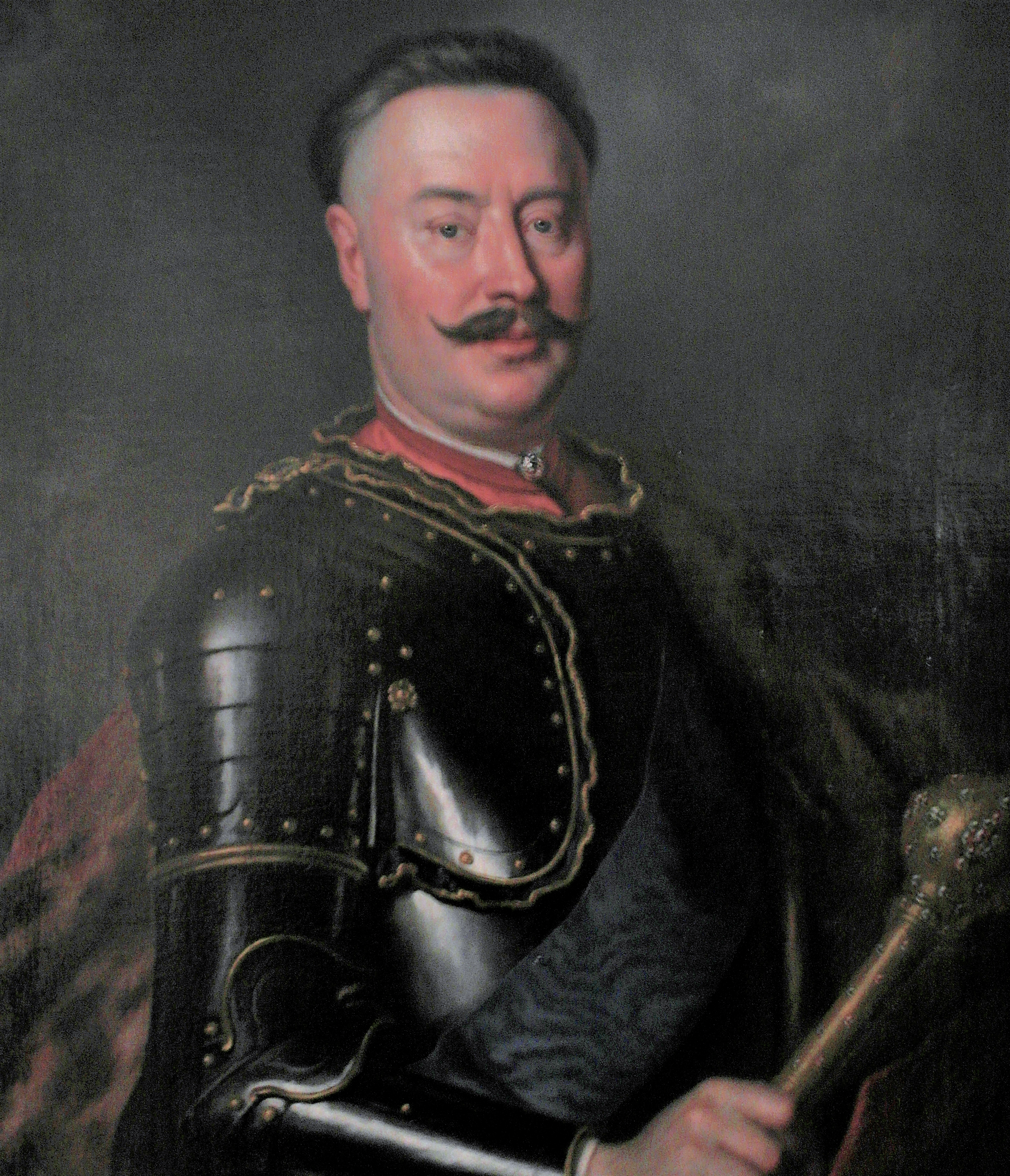
Jan Klemens Branicki ritratto da Augustyn Mirys nel 1752

Nel 1748, all'età di diciotto anni, sposò Jan Branicki e si stabilì a Białystok. La permanenza di Izabella in questa città ebbe un ruolo fondamentale nel suo sviluppo: vennero edificate le prime scuole, i primi collegi e inoltre la giovane principessa, attraverso l'assunzione di nuovi medici, migliorò la sanità.

### Mecenatismo
Per di più, va detto che questa donna così erudita e illuminata era una mecenate dell'arte e della cultura: numerosi furono gli artisti di fama mondiale che durante tale periodo si diressero verso Białystok.

### Secondo matrimonio
Dopo la morte di Jan Klemens e dopo aver ereditato il suo grande patrimonio, si risposò con il generale Andrzej Mokronowski.

### Morte
Morì il 14 febbraio 1808 e venne sepolta nella cripta della Cattedrale di Białystok.